# حمامة رودريغز
حمامة رودريغز، المعروفة أيضًا باسم يمامة رودريغز (الاسم العلمي: Nesoenas rodericanus)، هي نوع منقرض من الحمام الذي كان مستوطنًا في جزيرة ماسكارين في جزيرة رودريغز. المعروف منه بقايا جُزأُحفوريّة وهي عظم القص وبعض العظام الأخرى، قام بوصفها ليجوات (1708) وجوليان تافوريت (1726).